# Ríkharður Jónsson
Ríkharður Jónsson   (Akranes, 12 de novembre de 1929 - Islàndia, 14 de febrer de 2017) és un exfutbolista islandès de la dècada de 1950 i entrenador.
Fou 33 cops internacional amb la selecció islandesa.
Pel que fa a clubs, fou jugador de Fram i ÍA Akranes.
Trajectòria com a entrenador:
- 1951-1960: ÍA Akranes
- 1962:  Islàndia
- 1962-1964: ÍA Akranes
- 1966: ÍA Akranes
- 1967: Keflavík
- 1969-1970: ÍA Akranes
- 1969-1971:  Islàndia
- 1972-1973: ÍA Akranes